# ÖFB-Cup 1981-1982
La ÖFB-Cup 1981-1982 è stata la 48ª edizione della coppa nazionale di calcio austriaca.

## Ottavi di finale
| Squadra 1          | Risultato       | Squadra 2           |
| ------------------ | --------------- | ------------------- |
| 1º settembre 1981  |                 |                     |
| Austria Salisburgo | 1 - 0           | Spittal/Drau        |
| Grazer AK          | 10 - 0          | Voitsberg           |
| Eisenstadt         | 5 - 3           | WSG Swarovski Tirol |
| SSW Innsbruck      | 4 - 0           | Admira Dornbirn     |
| VÖEST Linz         | 5 - 0           | FavAC               |
| 2 settembre 1981   |                 |                     |
| Admira/Wacker      | ? - ? (6-8 dtr) | LASK                |
| Sturm Graz         | 4 - 0           | Wr. Neustädter      |
| 3 settembre 1981   |                 |                     |
| Austria Vienna     | 2 - 1           | Rapid Vienna        |

## Quarti di finale
| Squadra 1     | Risultato | Squadra 2          |
| ------------- | --------- | ------------------ |
| 16 marzo 1982 |           |                    |
| Grazer AK     | 1 - 0     | VÖEST Linz         |
| LASK          | 0 - 2     | Austria Vienna     |
| 30 marzo 1982 |           |                    |
| SSW Innsbruck | 1 - 0     | Eisenstadt         |
| Sturm Graz    | 4 - 1     | Austria Salisburgo |

## Semifinale
| Squadra 1      | Risultato       | Squadra 2  |
| -------------- | --------------- | ---------- |
| 13 aprile 1982 |                 |            |
| Austria Vienna | ? - ? (7-6 dtr) | Grazer AK  |
| SSW Innsbruck  | 2 - 1           | Sturm Graz |

## Finale
| Squadra 1      | Risultato | Squadra 2      |
| -------------- | --------- | -------------- |
| 20 aprile 1982 |           |                |
| SSW Innsbruck  | 0 - 1     | Austria Vienna |
| 12 maggio 1982 |           |                |
| Austria Vienna | 3 - 1     | SSW Innsbruck  |